# Will Höhne
Pour les articles homonymes, voir Höhne.
Will Höhne, de son vrai nom Wilhelm Höhne (né le 24 février 1909 à Münnerstadt, mort le 9 février 1993 à Munich) est un chanteur allemand.

## Biographie
Höhne fait après l'abitur une formation en commerce dans l'industrie chimique. Par ailleurs, il prend des cours de chant puis suit une formation de comédien. Pour un récital en faveur de la Winterhilfswerk, il reçoit une subvention du Secours populaire national-socialiste. Il joue des petits rôles et danse dans un ballet. Il est engagé comme chanteur d'opéra à Rudolstadt et Klagenfurt avant de faire partie du cabaret Kabarett der Komiker dirigé par Willi Schaeffers, où il interprète des chansons de Hermann Löns. En 1941, il quitte la troupe pour être un soldat de la Seconde Guerre mondiale.
Peu après la guerre, il revient au Kabarett der Komiker et chante aussi pour des radios et des enregistrements, comme Die Leiche où il s'accompagne à la guitare ou Der Theodor im Fußballtor avec le Radio-Tanzorchester Hamburg dirigé par Franz Thon. En 1949, il joue au Hamburger Theater de la Besenbinderhof le rôle principal de la comédie musicale Käpt’n Bay Bay écrite par Fritz Grasshoff et composée par Norbert Schultze.
Avec sa participation à Das Wirtshaus an der Lahn, il tombe en disgrâce auprès des radiodiffuseurs publics, en raison de références ambigües à "Frau Wirtin" paraissant déplacées après-guerre. Il a l'image d'un chanteur ringard.

## Source de la traduction
- (de) Cet article est partiellement ou en totalité issu de l’article de Wikipédia en allemand intitulé « Will Höhne » (voir la liste des auteurs).